# الحركة القومية المتحدة
الحركة القومية المتحدة (بالأردية: متحدہ قومی موومنٹ) ( MQM) هو حزب سياسي علماني في باكستان، قام بتأسيسه ألطاف حسين. يُمثل الحزب المسلمين القادمين من الهند كلاجئين إلى باكستان.

## وصلات خارجية
- الموقع الرسمي